# Serra de l'Ocata
La Serra de l'Ocata és una serra situada al municipi de Masquefa a la comarca de l'Anoia, amb una elevació màxima de 298 metres.